# Astrid Lambrecht
Pour les articles homonymes, voir Lambrecht.
Astrid Lambrecht est une chercheuse en physique théorique franco-allemande née le 20 janvier 1967 à Mülheim an der Ruhr. Ses recherches portent plus spécifiquement sur les fluctuations du vide et l'effet Casimir. En 2013, ses travaux sur ce sujet sont récompensés par une médaille d'argent du CNRS.

## Biographie
Astrid Lambrecht entame ses études universitaires à l'Université d'Essen en Allemagne dans les domaines de la médecine et la physique.
Elle poursuit ses études à l'Imperial College de Londres, elle sera diplômée à l'Université d'Essen en 1991.
En 1995, elle soutient une thèse de doctorat en physique quantique à l'Université Pierre-et-Marie-Curie intitulée "Atomes froids et fluctuations quantiques".
Après un stage postdoctoral au Max-Planck-Institut für Quantenoptik, elle intègre le Centre national de la recherche scientifique (CNRS) en 1996 comme chargée de recherche dans le laboratoire Kastler Brossel (LKB).
Entre 2007 à 2014, Astrid Lambrecht est co-éditrice du journal Europhysics Letter (EPL) , initie et préside un réseau européen sur l'effet Casimir et est directrice adjointe du Laboratoire Kastler Brossel.
En 2016, elle assure la direction adjointe scientifique de l'Institut de physique (INP) puis sa direction de juin 2018 à juin 2021. En juin 2021 elle prend un poste de direction au Forschungszentrum Jülich en Allemagne. Elle est également professeur de physique à la RWTH Aachen University .
Depuis 2016, elle est membre du conseil scientifique de l'Office parlementaire d'évaluation des choix scientifiques et technologiques (OPECST).
Elle est lauréate du prix Aimé-Cotton de la Société française de physique en 2005, de la médaille d'argent du CNRS en 2013 et du prix Gentner-Kastler de la Société française de physique et de la Deutsche Physikalische Gesellschaft en 2016,.
Elle est également auteur, avec Gert-Ludwig Ingold, d'un ouvrage de vulgarisation scientifique concernant la physique moderne rédigé en allemand "Die 101 wichtigsten Fragen - Moderne Physik" publié en 2008.

## Décoration
- Chevalière de la Légion d'honneur